# Gino Giardini
Gino Giardini (Villanova di Bagnacavallo, 17 giugno 1930 – Lugo, 8 settembre 2006) è stato un critico letterario italiano.

## Biografia
Si è laureato in lettere con Francesco Flora e Ettore Mazzali, ha vissuto a Lugo dove ha insegnato lettere latine e greche ed è stato preside dal 1977 al 1991 presso il Liceo-Ginnasio di Lugo Trisi-Graziani.
Ha collaborato a Il lavoro nuovo (Genova), Genova-Notte, Diogene, Ausonia, Dimensioni, Il lettore di provincia,In Romagna con articoli e studi sulla narrativa di Bassani e Cassola, sulla critica di G. Monacorda, sulla poesia di O. Reale.
Inoltre ha collaborato per le letterature classiche alla pagina Libri de Il Resto del Carlino

## Opere

### Narrativa
Campo federale , Castel Bolognese, Grafica Artigiana, 1967

Manovalanza polmonare, (essere professore), Imola, Galeati, 1972

Erbe Palustri, Lugo, Walberti, 2004

### Saggistica
Ha compilato la voce Jovine ne I Contemporanei (vol II), Milano, Marzorati, 1967 - 2º classificato Premio Giornalistico Nazionale F. Jovine 1967

Francesco Jovine Monografia, Milano, Marzorati, 1967

Saggezza ed esistenza, antologia senecana Bologna, Patron, 1971

Seneca, Milano, Nuova Accademia, 1972

Lucrezio, Milano, Nuova Accademia, 1974

Storia di Lugo dal 1798-1838, Lugo, Walberti, 1977

Aristofane, Milano, Nuova Accademia, 1979

Rossini - a Lugo - alla scuola dei Malerbi, Lugo, Walberti, 1992 - Premio Guidarello per il giornalismo d'autore in Romagna

Plutarco: Consigli ai politici, Milano, B.U.R. Rizzoli, 1995  - Premio Nazionale Città di Latina 

Miraglia: Il volo di Icaro, Lugo, Walberti, 1999 - 2º classificato Premio Nazionale "F. Flora"

Plutarco: Consigli agli inquieti, Milano, B.U.R. Rizzoli, 2003

Platone, Tutte le opere, introduzione, traduzione, commento e note dei primi 8 Dialoghi di Platone Milano, Newton Compton, 2003

## Premi e riconoscimenti
- Premio Guidarello città di Ravenna, 1994